# Diocese de Damão
A Diocese de Damão é uma diocese histórica portuguesa sediada no Estado Português da Índia, na cidade de Damão, tendo sido unificada à Arquidiocese de Goa, formando a atual Arquidiocese de Goa e Damão.
Foi erigida a partir de uma divisão da Arquidiocese de Goa, sendo sua sufragânea, em 1886, pela bula papal "Humanae Salutis", do Papa Leão XIII em concordata com o rei Dom Luís I de Portugal. A sua catedral era a Igreja do Santíssimo Nome de Jesus, ainda existente.
O Bispo de Damão era, ad honorem, Arcebispo de Cranganor, já que esta arquidiocese teve seu título integrado ao de Damão.

## Bispos
- Dom António Pedro da Costa (1887 - 1899)
- Dom Sebastião José Pereira (1900 - 1925)